# Waldemar Mattos
Waldemar Magalhães de Mattos (Entre Rios, 13 de setembro de 1917 — Salvador, 26 de setembro de 2017) foi um historiador, jornalista contador e escritor brasileiro, imortal da cadeira número 33 da Academia de Letras da Bahia.      

## Biografia
Nascido na cidade de Entre Rios, em 13 de setembro de 1917. Bacharel em Ciências Contábeis, ingressou na carreira literária em 1940 pelo caminho jornalístico.
Imortal da Academia de Letras da Bahia, cadeira 33. Dentre suas obras no campo da história estão as seguintes:   
- A Bahia de Castro Alves.
- Ehrler, fabricant de voitures : carruagens para o Imperador
- Evolução histórica e cultural do Pelourinho
- História do Palacete das Mercês : aspectos da vida social e política da Bahia dos fins do Império e começo da República
- Os carmelitas descalços na Bahia.
- Paço do Saldanha
- Palacio da Associação Comercial da Bahia : (antiga Praça do Comércio).
- Panorama econômico da Bahia : 1808-1960
- Pinacoteca do Paço municipal
- Piraja : reliquia do heroismo bahiano. [3][1][2][5][6]

Faleceu em Salvador, no dia 26 de outubro de 2017. 
Em sua homenagem, a rua Waldemar Magalhães Mattos é assim denominada.